# هوانغ شنغيي
هوانغ شنغيي أو هوانغ شنغ يي (في اللغة الصينية: 黄圣依) من مواليد 11 فبراير 1983، والمعروفة أيضًا باسم ايفا هوانغ، هي ممثلة ومغنية صينية.

## السيرة الشخصية
ولدت هوانغ ونشأت في مدينة شنغهاي في الصين. تلقى والدها تعليمه في الولايات المتحدة وعاش هناك في أوائل التسعينيات، بينما عملت والدتها كمحرر في وكالة صحفية في شنغهاي. تخرجت من أكاديمية بكين للأفلام عام 2001.

## الحياة المهنية
صعدت إيفا هوانغ إلى الشهرة بعد أن لعبت دور البطولة في فيلم الاكشن الكوميدي لستيفن تشاو كونغ فو هوستل (2004). حقق كونغ فو هوستل رقما قياسيا بـ 155 مليون يوان في شباك التذاكر في الصين، مما جعله الفيلم الأكثر ربحًا في الصين في عام 2004.  في أغسطس من العام التالي، أنهت عقدها مع شركة جو (Chow) وذلك بعد ظهورها في جلسة تصوير لمجلة دون موافقتهم. 
قامت هوانغ بعدها بدور البطولة في فيلم دراغون سكواد (2005) ،  والذي نال استحسان النقاد وكان من بين الأفلام الأولى التي تم إدراجها في المجموعة الدائمة من قبل المتحف الوطني الصيني.
ابتداءً من عام 2006 ، عملت هوانغ مع مجموعة جولي الصينية في عدد من المسلسلات التلفزيونية، بما في ذلك الزوجين الخيالي (2007) و ظل الامبراطورة وو (2007).   كانت مسلسل الزوجين الخيالي هي الدراما الأعلى تقييمًا لهذا العام، وأدت إلى زيادة شهرة هوانغ. كما لعبت دور البطولة في النسخة التلفزيونية لرواية لويس تشا سيف ملطخ بالدم الملكي.
في عام 2008 ، أصدرت هوانغ أول ألبوم منفرد لها بعنوان هوانغ شنغ يي.
في عام 2009 ، أصبحت هوانغ الرئيس التنفيذي لشركة ميديا المحدودة التابعة لمجموعة جولي الصينية، وتتقاضى راتباً من ستة أرقام سنويًا. في نفس العام، ظهرت في دور ثانوي في فيلم الخيال العلمي في هوليوود سباق إلى جبل ساحرة.
في عام 2011 ، لعبت هوانغ دور البطولة إلى جانب جيت لي وريموند لام في الساحر والافعى البيضاء حيث لعبت دور شطيان الافعى البيضاء. ثم لعبت دور البطولة في فيلم الباب المغلق (2012) ، وهو فيلم يحكي قصة حياة فتاة من عائلة نبيلة تعرضت للاغتصاب في سن مبكرة. حاز الفيلم على جائزة أفضل فيلم في مهرجان موناكو الخيري للأفلام.
في عام 2013 ، لعبت هوانغ دور البطولة في الدراما الرومانسية قواعد الزواج. ويعتبر أول إنتاج تم إنشاؤه بواسطة استوديو هوانغ الخاص، وقد حقق نجاحًا تجاريًا وتقييمًا عاليًا.
في عام 2014 ، لعبت هوانغ دور البطولة إلى جانب دوني ين في فيلم الحركة الكوميدي رجل الثلج ، والذي فاز بها بجائزة أفضل ممثلة في حفل توزيع جوائز هودينغ عن أدائها.
في عام 2015 ، ظهرت هوانغ في الفيلم الملحمي الحربي ضربة جوية.

## روابط خارجية
- هوانغ شنغيي في قاعدة بيانات الأفلام على الإنترنت